# Знаки поштової оплати України 2022
Знаки поштової оплати України 2022 — перелік поштових марок, введених в обіг Укрпоштою у 2022 році.
2022 року була випущена 51 поштова марка, у тому числі 45 комеморативних (пам'ятних) поштових марок (у тому числі випущені 4 блоки та 3 маркові аркуші), 3 стандартні поштові марки та 3 марки за проектом «Власна марка». 6 марок (у тому числі 1 блок) були виведені з обігу.

## Список комеморативних марок
Марки відсортовані за датою введення.
| № у каталозі                      | Зображення | Опис та джерело | Номінал                    | Дата введення в обіг             | Тираж                     | Дизайн                          |
| --------------------------------- | ---------- | --- | -------------------------- | -------------------------------- | ------------------------- | ------------------------------- |
| № 1974                            |            | Марка «Тризуб» | Літерний номінал «V»       | 21 січня 2022 року               | 300 000                   | Оксана Шуклінова                |
| № 1976                            |            | Марка «Пекін-2022» | Літерний номінал «F»       | 23 січня 2022 року               | 130 000                   | Марина Куц                      |
| Блок № 194 (№ 1977—1981)          |            | Поштовий блок «Природний заповідник „Медобори“» - «Ясенець білий Dictamnus albus» - «Нетопир середземноморський Pipistrellus kuhlii» - «Ксилокопа звичайна Xylocopa valga» - «Шиверекія подільська Schivereckia podolica» - «Відкасник осотоподібний Carlina cirsioides» | Літерний номінал «V»       | Запланована: 25 лютого 2022 року | 20 000 Фактичний: 1 466   | Наталія Кохаль                  |
| № 1983                            |            | Марка «Олекса Новаківський. 1872—1935» | Літерний номінал «V»       | 14 березня 2022 року             | 130 000 Фактичний: 29 270 | Василь Василенко                |
| № 1984                            |            | Марка «Русскій воєнний корабль, іді… !» | Літерний номінал «F»       | 12 квітня 2022 року              | 500 000                   | Борис Грох                      |
| № 1985                            |            | Марка «Русскій воєнний корабль, іді… !» | Літерний номінал «W»       | 12 квітня 2022 року              | 500 000                   | Борис Грох                      |
| № 1986                            |            | Марка «Русскій воєнний корабль… ВСЬО!» | Літерний номінал «F»       | 23 травня 2022 року              | 3 000 000                 | Борис Грох                      |
| № 1987                            |            | Марка «Русскій воєнний корабль… ВСЬО!» | Літерний номінал «W»       | 23 травня 2022 року              | 2 000 000                 | Борис Грох                      |
| № 1988                            |            | Марка «Українська мрія» | Літерний номінал «U»       | 28 червня 2022 року              | 3 000 000                 | Софія Кравчук                   |
| № П-26                            |            | Проект «Власна марка» | Літерний номінал «U»       | 5 липня 2022 року                | 1 400 000                 | Немає даних                     |
| № П-26/1                          |            | Проект «Власна марка» | Літерний номінал «U»       | 14 липня 2022 року               | 450 000                   | Немає даних                     |
| № 1989                            |            | Марка «Доброго вечора, ми з України!» | Літерний номінал «M»       | 28 липня 2022 року               | 3 000 000                 | Анастасія Бондарець             |
| № 1990                            |            | Марка «Доброго вечора, ми з України!» | Літерний номінал «W»       | 28 липня 2022 року               | 2 000 000                 | Анастасія Бондарець             |
| Блок № 195 (№ 1991)               |            | Поштовий блок «ВІЛЬНІ. НЕЗЛАМНІ. НЕПЕРЕМОЖНІ» без перфорації з графічним зображенням марки | 60,00 гривень              | 24 серпня 2022 року              | 1 000 000                 | Антон Хрупін                    |
| Марковий аркуш № 35 (№ 1992-1999) |            | Марковий аркуш «Пес Патрон» на самоклейному папері - «Патрон допомагає фермерам» - «Патрон із рятувальником» - «Патрон розблоковує морський шлях» - «Патрон — справжній козак» - «Патрон рятує дітей» - «Віщий сон Патрона» - «Патрон із нагородою» - «Пес Патрон»       | «F»+8,00 грн.              | 1 вересня 2022 року              | 1 000 000                 | Олександр Нікітюк               |
| Блок № 196 (№ 2000-2001)          |            | Поштовий блок «До 300-річчя від дня народження Григорія Сковороди. Сад божественних пісень» | 15,00 + 15,00 45,00 гривні | 22 вересня 2022 року             | 500 000                   | Харук Олександр та Харук Сергій |
| Блок № 197 (№ 2002)               |            | Поштовий блок «Культурні епохи України. Сармати» - «Кочові племена Сарматів» | 47,00 гривень              | 27 вересня 2022 року             | 20 000                    | Харук Олександр та Харук Сергій |
| Марковий аркуш № 36 (№ 2005-2010) |            | Марковий аркуш «Слава Збройним Силам України»: - «Десантно-штурмові війська ЗСУ» - «Військово-Морські Сили ЗСУ» - «Сухопутні війська ЗСУ» - «Сили територіальної оборони ЗСУ» - «Сили спеціальних операцій ЗСУ» - «Повітряні Сили ЗСУ»                                   | «U» + 8,00 грн.            | 14 жовтня 2022 року              | 1 000 000                 | Антон Хрупін                    |
| № 2011                            |            | Марка «Кримський міст на біс!» | Літерний номінал «M»       | 4 листопада 2022 року            | 2 100 000                 | Юрій Шаповал                    |
| № П-27                            |            | Проект «Власна марка» | Літерний номінал «U»       | 18 листопада 2022 року           | 300 000                   | Немає даних                     |
| № 2012                            |            | Марка «Europa. Історії та міфи»: - Сварог. Бог-творець Всесвіту | Літерний номінал «А»       | 22 листопада 2022 року           | 180 000                   | Микола Кочубей                  |
| № 2013                            |            | Марка «Europa. Історії та міфи»: - Лада. Богиня материнства | Літерний номінал «А»       | 22 листопада 2022 року           | 180 000                   | Микола Кочубей                  |
| Марковий аркуш № 37 (№ 2014-2019) |            | Марковий аркуш «Зброя Перемоги»: - «РСЗВ Вільха» - "РК-360МЦ «Нептун» - "БПЛА «Байрактар ТВ2» - "ПТРК FGM-148 «Джавелін» - "ПТРК «Стугна-П» - «M142 Хаймарс» | «U» + 3,00 грн.            | 6 грудня 2022 року               | 200 000                   | Харук Олександр та Харук Сергій |
| № 2020                            |            | Марка «Херсон — це Україна!» | Літерний номінал «U»       | 9 грудня 2022 року               | 900 000                   | Андрій Сагач                    |
| № 2021                            |            | Марка «Переможного Нового року!» | Літерний номінал «U»       | 19 грудня 2022 року              | 720 000                   | Валерія Михайлова               |
| № 2022                            |            | Марка «Щедрик. Carol of the Bells» | Літерний номінал «W»       | 23 грудня 2022 року              | 200 000                   | Микола Кочубей                  |

## Випуски стандартних марок

### Дев'ятий випуск стандартних поштових марок («Герби міст, селищ та сіл України» 2017—2022)
| № у каталозі | Зображення | Опис та джерело                                                | Номінал              | Дата введення в обіг | Тираж   | Дизайн              |
| ------------ | ---------- | -------------------------------------------------------------- | -------------------- | -------------------- | ------- | ------------------- |
| № 1975       |            | «Герби міст, селищ та сіл України»: Богодухів, Харківська обл. | Літерний номінал «Н» | 21 січня 2022 року   | масовий | Наталія Андрійченко |

### Десятий випуск стандартних поштових марок («Писанки» 2022—..)
| № у каталозі | Зображення | Опис та джерело                        | Номінал              | Дата введення в обіг | Тираж   | Дизайн              |
| ------------ | ---------- | -------------------------------------- | -------------------- | -------------------- | ------- | ------------------- |
| № 2003       |            | «Писанки»: Львівська обл.              | Літерний номінал «U» | 27 вересня 2022 року | масовий | Наталія Андрійченко |
| № 2004       |            | «Писанки»: с. Яворівка, Вінницька обл. | Літерний номінал «M» | 27 вересня 2022 року | масовий | Наталія Андрійченко |

## Конверти першого дня гашення
| № у каталозі                  | Конверт    | Штемпель | Опис та джерело                        | Дата введення в обіг | Тираж   | Дизайн              |
| ----------------------------- | ---------- | -------- | -------------------------------------- | -------------------- | ------- | ------------------- |
| № КПД 803 № ШПД 914 № ШПД 916 |            |          | Тризуб                                 | 18 січня 2022 року   | 2 000   | Оксана Шуклінова    |
| № КПД 803 № ШПД 914 № ШПД 916 | Пекін-2022 |          |                                        | 18 січня 2022 року   | 2 000   | Оксана Шуклінова    |
| № КПД 804 № ШПД 915           |            |          | Дев'ятий стандартний випуск: Богодухів | 21 січня 2022 року   | 2 000   | Наталія Андрійченко |
| № КПД 808 № ШПД 922           |            |          | Русскій воєнний корабль, іді… !        | 12 квітня 2022 року  | 60 000  | Борис Грох          |
| № КПД 809 № ШПД 923           |            |          | Русскій воєнний корабль… ВСЬО!         | 23 травня 2022 року  | 30 000  | Борис Грох          |
| № КПД 810 № ШПД 924 № ШПД 925 |            |          | Українська мрія                        | 28 червня 2022 року  | 30 000  | Софія Кравчук       |
| № КПД 820 № ШПД 935           |            |          | Херсон - це Україна!                   | 9 грудня 2022 року   | 100 000 | Андрій Сагач        |